# Roger Bourdin (Flötist)
Roger Bourdin (* 27. Januar 1923 in Mülhausen; † 23. September 1976) war ein französischer Flötist und
Musikpädagoge.

## Leben und Wirken
Bourdin studierte bei Jacques Chalanda und Fernand Caratgé und erhielt 1939 in der Klasse von Marcel Moyse am Conservatoire de Paris den ersten Preis im Fach Flöte. 1941 gewann er den ersten Preis im Fach Harmonielehre am Konservatorium von Versailles, wo er von 1943 bis zu seinem Tode Professor für Flöte war.
Seit 1941 wirkte Bourdin bei den Concerts Lamoureux als Soloflötist. Weiterhin war er Solist des Orchestre de chambre de Versailles unter Leitung von Bernard Wahl. 1945 gründete er das Quatuor de flûtes Roger Bourdin mit Pol Mule, Eugène Masson und Jean-Pierre Rampal, die später durch Robert Hériché, Léon Gamme und Jacques Royer ersetzt wurden. Mit der Harfenistin Annie Challan und der Bratscherin Colette Lequien gründete er 1963 das Trio de Versailles.
Sowohl als Solist als auch als Kammermusiker spielte Bourdin zahlreiche Aufnahmen von Flötenkompositionen von Claude Debussy, Gabriel Fauré, Johann Sebastian Bach, Antonio Vivaldi, Wolfgang Amadeus Mozart und anderen Komponisten u. a. für Decca Records, Philips und Accord ein.
Seine wohl bekannteste Aufnahme stammt aber aus der Popmusik. Bourdin übernahm den schnellen und komplizierten Part der Soloflöte bei dem europaweiten Hit „Il est cinq heures, Paris s’éveille“ des französischen Sängers Jacques Dutronc.